# Odynerus asmarensis
Odynerus asmarensis är en stekelart som beskrevs av Schulthess 1914. Odynerus asmarensis ingår i släktet lergetingar, och familjen Eumenidae. Inga underarter finns listade i Catalogue of Life.